# Тернопільська загальноосвітня школа № 4
Тернопільська загальноосвітня школа № 4 — середній освітній комунальний навчальний заклад Тернопільської міської ради в м. Тернополі Тернопільської області.

## Історія
Школа заснована в 1946 році.
Якийсь час діяла у приміщенні на сучасній вулиці Камінній, 2, (нині тут — Тернопільська спеціалізована школа № 5).

## Будівля

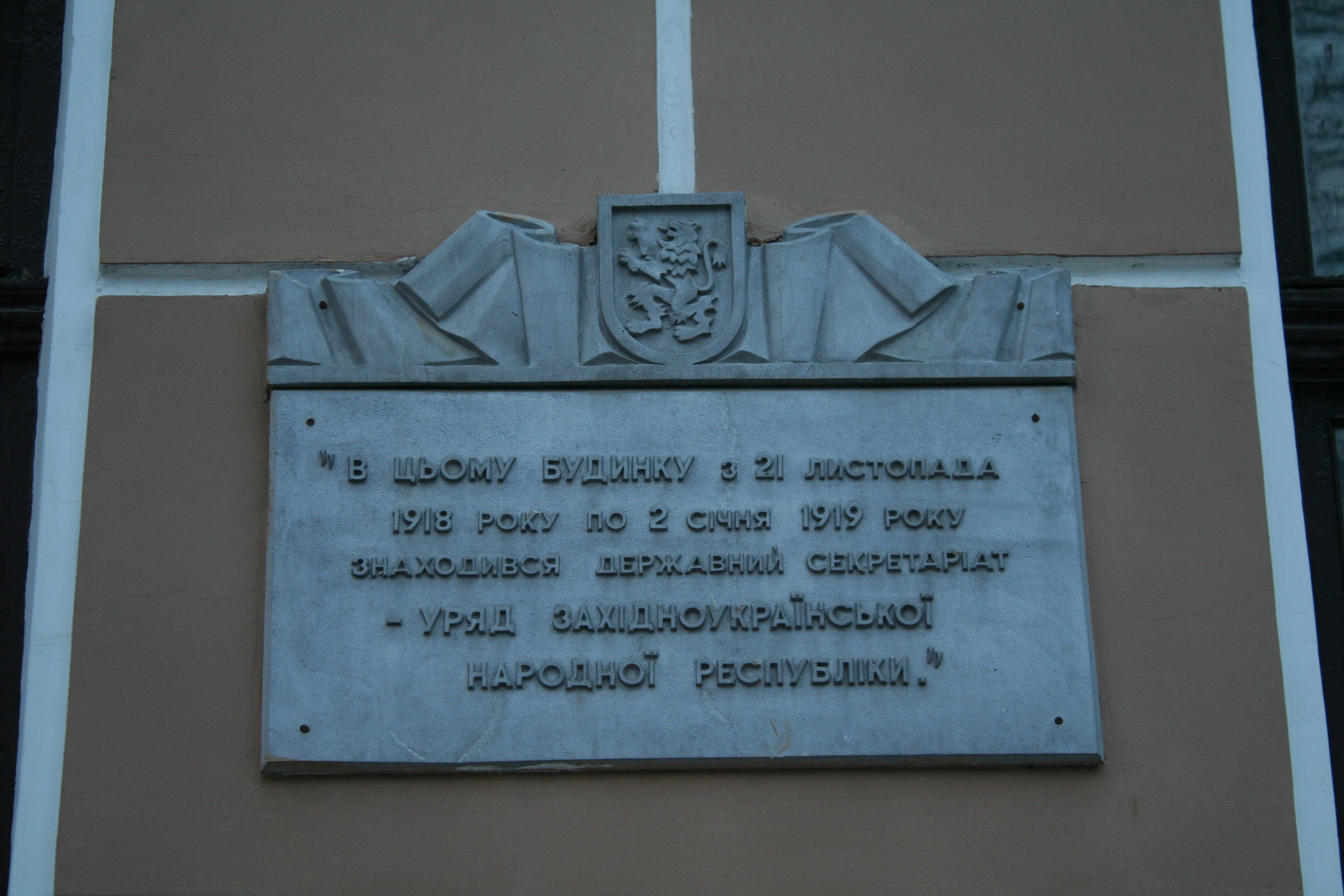
Пам'ятна таблиця про перебування в будинку уряду ЗУНР

Раніше в цьому будинку, який збудований на початку XX ст., діяла Друга державна тернопільська гімназія імені Юліуша Словацького. Тут знаходився уряд Західноукраїнської Народної Республіки, працював голова уряду ЗУНР Сидір Голубович.
Будинок є пам'яткою архітектури (охоронний номер 292) та історії (охоронний номер 3071) місцевого значення.

## Загальна інформація про школу
Тернопільська загальноосвітня школа І–ІІІ ступенів № 4 заснована в 1945 році. З 1 вересня 1986 року до сьогодні школа знаходиться в приміщенні колишньої польської гімназії ім. Ю. Словацького. Будівля є пам'яткою архітектури кінця ХІХ століття. У школі створена музейна кімната Ю. Словацького та музей бойової слави. 
До 1992 року школа була з російською мовою навчання. А з 1992 року по 2018р. функціонували класи як з російською, так і з українською мовами навчання. З 2019-2020 н. р. - з українською мовою навчання. Профіль навчання – інформаційно-технологічний. Допрофільне навчання здійснюється у 8–9 класах.
Основна мета школи: створення рівних можливостей для навчання дітей різних національностей, конфесій, для дітей як обдарованих, так і таких, що потребують корекційно-розвивального навчання, соціально-психологічної допомоги. Педагогічний колектив школи дбає про виховання освіченої, морально і фізично здорової, естетично розвиненої, працелюбної, життєтворчої особистості громадянина України.
Головна ідея розвитку школи: бачення майбутніх змін, створення нової моделі школи, створення нової моделі вчителя, створення нової моделі учня-випускника, здатного адаптуватися в соціумі.
Пріоритетним напрямом розвитку школи є: підвищення ефективності навчально-виховного процесу шляхом застосування у досвіді роботи вчителів нових інформаційно-комунікаційних технологій; покращення якості знань на основі використання учнями нових інформаційних та Інтернет-технологій; створення єдиного інформаційного простору в закладі.
Програма розвитку школи реалізується через співпрацю з Інститутом обдарованої дитини АПН України, Тернопільським державним медичним університетом ім. Горбачевського, Тернопільським національним педагогічним університетом ім. В.Гнатюка, міським центром зайнятості з питань профорієнтації. Встановлені міжнародні зв'язки з Європейською родиною шкіл ім. Ю. Словацького (Польща).
Сьогодні у школі є 35 класи, де навчаються 989 учнів. Якість навчання забезпечують 78 досвідчених вчителів: 1 відмінники освіти України, 1 заслужений вчитель України, 1 кандидат педагогічних наук, 2 переможці Всеукраїнського конкурсу «Учитель року», 13 вчителів-методистів, 28 старших вчителів, 45 вчителі вищої категорії, 6 авторів програм.

## Управління закладом
- ЛЕВЕНЕЦЬ Наталія Іванівна — Директор

- КУЛЯНДА Оксана Сергіївна - Заступник директора з навчально-виховної роботи (Середня-Старша школа)

- ГРИЦІВ Надія Михайлівна - Заступник директора з навчально-виховної роботи (Молодша школа)

- ЛЕЩИШИН Тетяна Орестівна - Заступник директора з виховної роботи

- ЯРМАКОВА Любов Михайлівна - Заступник директора з адміністративно-господарської діяльності

## Відомі випускники
- Олег Гаврилюк — український історик, археолог (в 1996).
- Вадим Павленко — російський актор і каскадер, майстер спорту із кікбоксингу (в 1996).
- Самогальська Олена Євгенівна —  українська вчена у галузі медицини